# Quasillina
Quasillina is een geslacht van sponsdieren uit de klasse van de Demospongiae (gewone sponzen).

## Soorten
- Quasillina brevis (Bowerbank, 1861)
- Quasillina intermedia Boury-Esnault, Pansini & Uriz, 1994
- Quasillina richardi Topsent, 1913
- Quasillina translucida Desqueyroux-Faúndez & van Soest, 1997